# 董巒
董 巒（とう らん、生没年不詳）は、中国の南北朝時代の軍人。字は仲舒。本貫は営陽郡。

## 経歴
北魏の太平真君末年、父に従って北魏から南朝宋に亡命した。江南で成長したが、言語や風習は華北のものを身につけた。性格は武骨で、文字はあまり覚えなかった。永明3年（485年）、斉の寧州刺史に任じられた。永明5年（487年）、寧州に益寧郡を置き、武陽・綿水の2県をこれに属させた。永明7年（489年）、魚復侯蕭子響の命により蛮の名を仲舒と改めた。
永明末年、武興王楊集始が北魏につくと、董巒（仲舒）は斉の明帝の命を受けて、これを攻撃した。建武2年（495年）1月、北魏の平南将軍の王粛に敗れて捕らえられた。董巒は北魏の孝文帝に朝廷に引き出され、南朝の事情を問われたが、恐れて答えることができず、何度か子の董景曜のほうを見つめた。董景曜が父に代わって斉の明帝即位の事情を滔々と答えた。董巒は越騎校尉となり、董景曜は員外郎となった。董巒は再び南朝に走ろうとしたため、罪により朔州に流された。太和21年（497年）、孝文帝が漢陽を攻撃すると、董巒は召し出されて従軍した。董景曜は洛陽に入ると、必ず父が裏切るだろうと、孝文帝に密告した。魏軍が魯陽に進駐すると、董巒は単騎で南に逃走し、南陽や新野に入って、魏軍がやってくることを告げ、備えを固めるよう進言した。斉の南陽郡太守の房伯玉や新野郡太守の劉忌はともに心配いらないと述べたが、董巒は魏軍が大軍であることを強調して楽観をいましめた。国境から北に向けて景曜の名を呼び、子を顧みずに南に帰朝したことを嘆いた。董景曜は孝文帝の行在に幽閉された後に、斬られた。以後の董巒の事跡は知られていない。

## 伝記資料
- 『魏書』巻61 列伝第49
- 『南史』巻44 列伝第34